# Morze Moluckie
Morze Moluckie – morze w zachodniej części Oceanu Spokojnego, jedno z mórz wewnętrznych Archipelagu Malajskiego, położone między wyspami Celebes i archipelagiem Moluków. Wcina się głęboką zatoką Tomini w wyspę Celebes. Łączy się na południu z morzami: Banda i Seram, a na północy z morzem Celebes.
Temperatura wód powierzchniowym w granicach 27–28 °C.